# Milnesium berladnicorum
Espèce
Milnesium berladnicorum est une espèce de tardigrades de la famille des Milnesiidae. 

## Distribution
Cette espèce est endémique de Roumanie. Elle se rencontre vers Bârlad dans le județ de Vaslui.

## Description
Milnesium berladnicorum mesure de 400 à 734 µm.

## Étymologie
Son nom d'espèce lui a été donné en référence aux Berladnici.

## Publication originale
- Ciobanu, Zawierucha, Moglan & Kaczmarek, 2014 : Milnesium berladnicorum sp. n. (Eutardigrada, Apochela, Milnesiidae), a new species of water bear from Romania. ZooKeys, no 429, p. 1–11 (texte intégral).